# 南市岡
南市岡（みなみいちおか）は、大阪府大阪市港区にある町名。現行行政地名は南市岡一丁目から南市岡三丁目。

## 地理
港区の北東部に位置し、西に市岡、北に市岡元町、東に西区、南に大正区と接している。

### 河川
- 尻無川

## 世帯数と人口
2019年（平成31年）3月31日現在の世帯数と人口は以下の通りである。
| 丁目         | 世帯数    | 人口    |
| ------------ | --------- | ------- |
| 南市岡一丁目 | 807世帯   | 1,271人 |
| 南市岡二丁目 | 1,012世帯 | 1,811人 |
| 南市岡三丁目 | 1,932世帯 | 3,854人 |
| 計           | 3,751世帯 | 6,936人 |

### 人口の変遷
国勢調査による人口の推移。
| 1995年（平成7年）  | 5,789人 | [ 5 ] |  |
| 2000年（平成12年） | 5,510人 | [ 6 ] |  |
| 2005年（平成17年） | 5,370人 | [ 7 ] |  |
| 2010年（平成22年） | 6,594人 | [ 8 ] |  |
| 2015年（平成27年） | 7,015人 | [ 9 ] |  |

### 世帯数の変遷
国勢調査による世帯数の推移。
| 1995年（平成7年）  | 2,532世帯 | [ 5 ] |  |
| 2000年（平成12年） | 2,658世帯 | [ 6 ] |  |
| 2005年（平成17年） | 2,692世帯 | [ 7 ] |  |
| 2010年（平成22年） | 3,451世帯 | [ 8 ] |  |
| 2015年（平成27年） | 3,538世帯 | [ 9 ] |  |

## 事業所
2016年（平成28年）現在の経済センサス調査による事業所数と従業員数は以下の通りである。
| 丁目         | 事業所数  | 従業員数 |
| ------------ | --------- | -------- |
| 南市岡一丁目 | 61事業所  | 381人    |
| 南市岡二丁目 | 82事業所  | 351人    |
| 南市岡三丁目 | 92事業所  | 454人    |
| 計           | 235事業所 | 1,186人  |

## 交通
- 国道43号
- 国道172号

## 施設
- 大阪市立南市岡小学校
- 港市岡郵便局
- ハローワーク 大阪西

## その他

### 日本郵便
- 〒552-0011[3]（集配局：大阪港郵便局[11]）